# Cathédrale Sainte-Marie de Sydney
Pour les articles homonymes, voir Cathédrale Sainte-Marie.
La cathédrale Sainte-Marie de Sydney (en anglais : St Mary's Cathedral) est une cathédrale de l'Église catholique située à Sydney en Australie, ayant également les statuts de sanctuaire national et de basilique. Elle est le siège de l'archevêque de Sydney, dont le titulaire actuel est Anthony Fisher. D'architecture gothique, elle est située au cœur de la ville. 

## Histoire

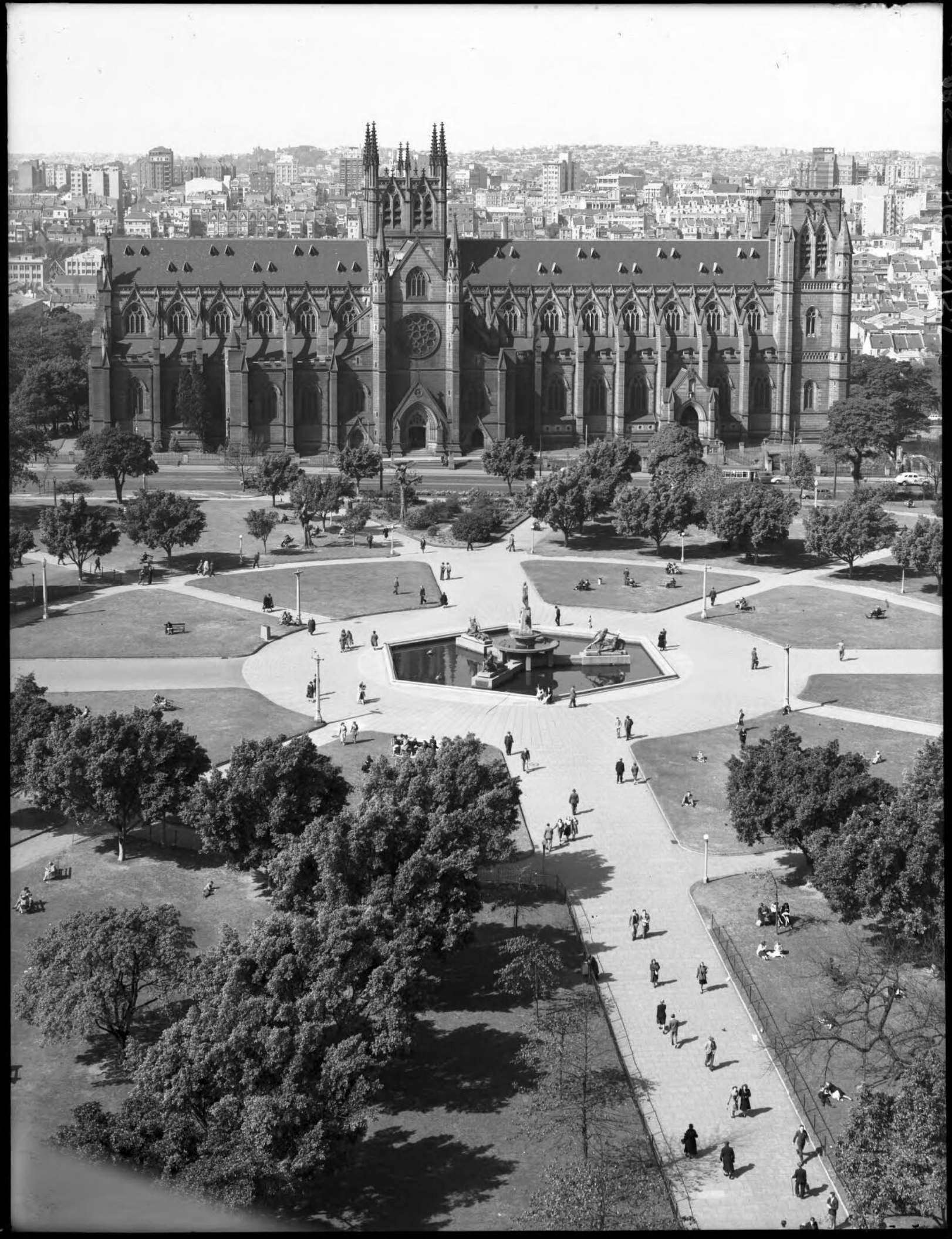
La cathédrale en 1940 face à Hyde Park.

### La première cathédrale
Alors que la ville de Sydney avait été fondée en 1788, à l'époque colonie pénitentiaire anglaise, les premiers membres de la hiérarchie de l'Église catholique ne débarquèrent en Australie qu'en 1820.
L'abbé John Joseph Therry arriva à Sydney cette année-là, et chercha rapidement un site pour construire une église.
Ayant d'abord postulé pour un site sur Darling Harbour, dans la partie ouest de Sydney, ce fut finalement le site actuel de la cathédrale qui lui fut attribué, dans l'est de la ville. Ce site présentait l'indéniable avantage d'être facilement visible d'une grande partie de la ville.
La première pierre de la première cathédrale Sainte-Marie fut posée le 29 octobre 1821 par le gouverneur Lachlan Macquarie, et un édifice de style néogothique fut rapidement construit. 
En 1851, elle fut modifiée selon les plans de l'architecte Augustus Pugin.
Mais le 29 juin 1865, la cathédrale est détruite par un incendie.

### Construction

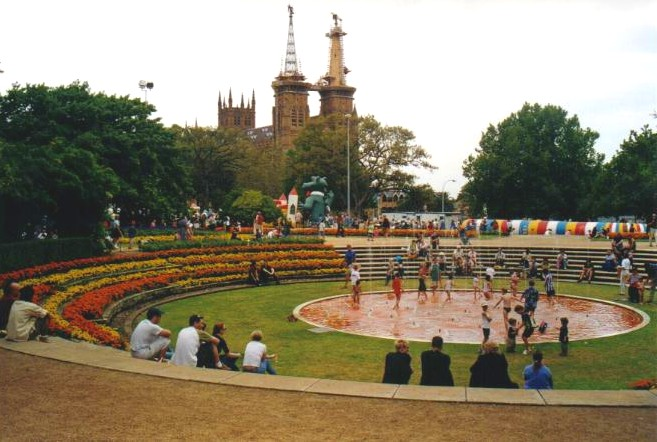
Construction des flèches en 2000.

Immédiatement après, une levée de fonds fut lancée par l'archidiacre en place, dans l'idée de bâtir une plus grande structure. Une église provisoire en bois fut construite, mais fut également détruite par le feu en 1869.
John Bede Polding, qui avait été nommé archevêque en 1835 (il fut d'ailleurs le premier en Australie), fit appel à William Wardel, un élève de Pugin, et lui donna carte blanche. Il lui a écrit : « Any plan, any style, anything that is beautiful and grand, to the extent of our power. », ce qui pourrait se traduire par « N'importe quel style, n'importe quel plan, n'importe quoi pourvu que ce soit beau et grand, à la mesure de notre pouvoir. »
Mgr Polding posa lui-même la première pierre de cette seconde cathédrale en 1868. Il mourut en 1877, sans voir la fin de la construction. Les travaux continuèrent de longues années. La nef, commencée en 1913, fut achevée en 1928.
La décoration intérieure se poursuivit encore jusqu'en 1968.

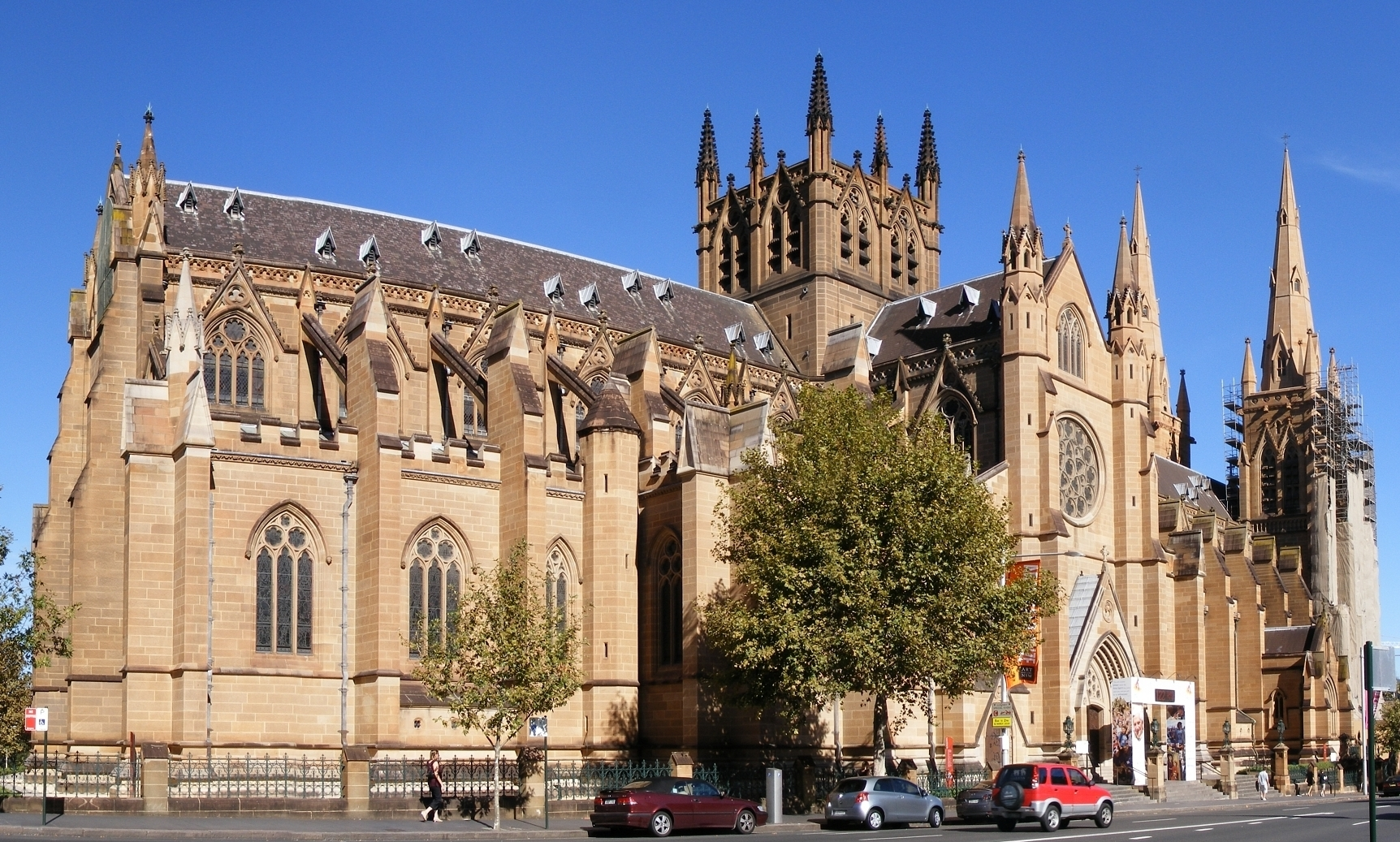
Vue générale de Sainte-Marie.

Entre 1998 et 2000, pour marquer l'entrée dans le nouveau millénaire, les flèches initialement dessinées par Wardell furent enfin construites, amenant la cathédrale à l'aspect qu'on lui connaît aujourd'hui.

## Architecture

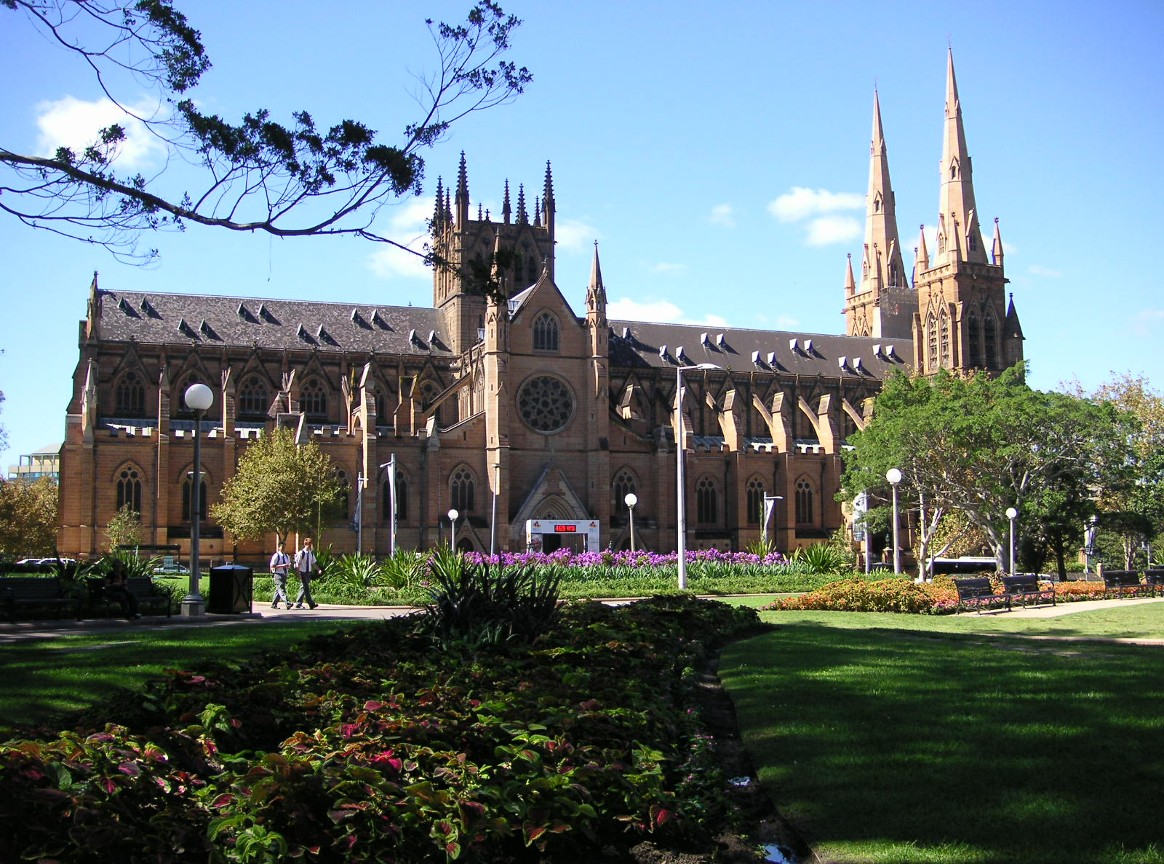
Vue générale de la cathédrale depuis Hyde Park.

### Agencement
Dans la tradition chrétienne occidentale, les cathédrales sont de préférence orientées selon l'axe Est-Ouest. Ici, à cause du relief et du positionnement par rapport au reste de la ville, il était plus facile de la bâtir selon l'axe Nord-Sud.
Pour le reste, la cathédrale Sainte-Marie est en tous points similaire aux églises gothiques telles qu'elles ont pu être construites en Europe, avec un plan général en forme de croix, et deux grandes tours symétriques de part et d'autre de la porte principale.

### Style
La cathédrale Sainte-Marie est très révélatrice du style néogothique du XIXe siècle. S'inscrivant dans la lignée d'autres projets récemment achevés, comme la cathédrale Saint-Andrew de Sydney dessinée par Edmund Blacket, elle les surpasse cependant par sa taille, que sa situation met en valeur.

### Extérieur
Les façades latérales sont elles aussi de style gothique, avec de grands vitraux en ogives et des contreforts soutenant des arcs-boutants.
Si la majeure partie de la cathédrale est plutôt d'inspiration anglaise, la façade Sud aurait été inspirée par les cathédrales françaises. Certains lui prêtent même une lointaine ressemblance avec Notre-Dame de Paris. Les deux flèches ont cependant été inspirées de la cathédrale de Lichfield en Angleterre.
Ses deux grandes flèches culminant à 75 mètres d'altitude font d'elle la quatrième cathédrale la plus haute d'Australie, après celles de Saint-Patrick (catholique) et de Saint-Paul (anglicane) à Melbourne, et celle du Sacré-Cœur (catholique) à Bendigo.

### Intérieur

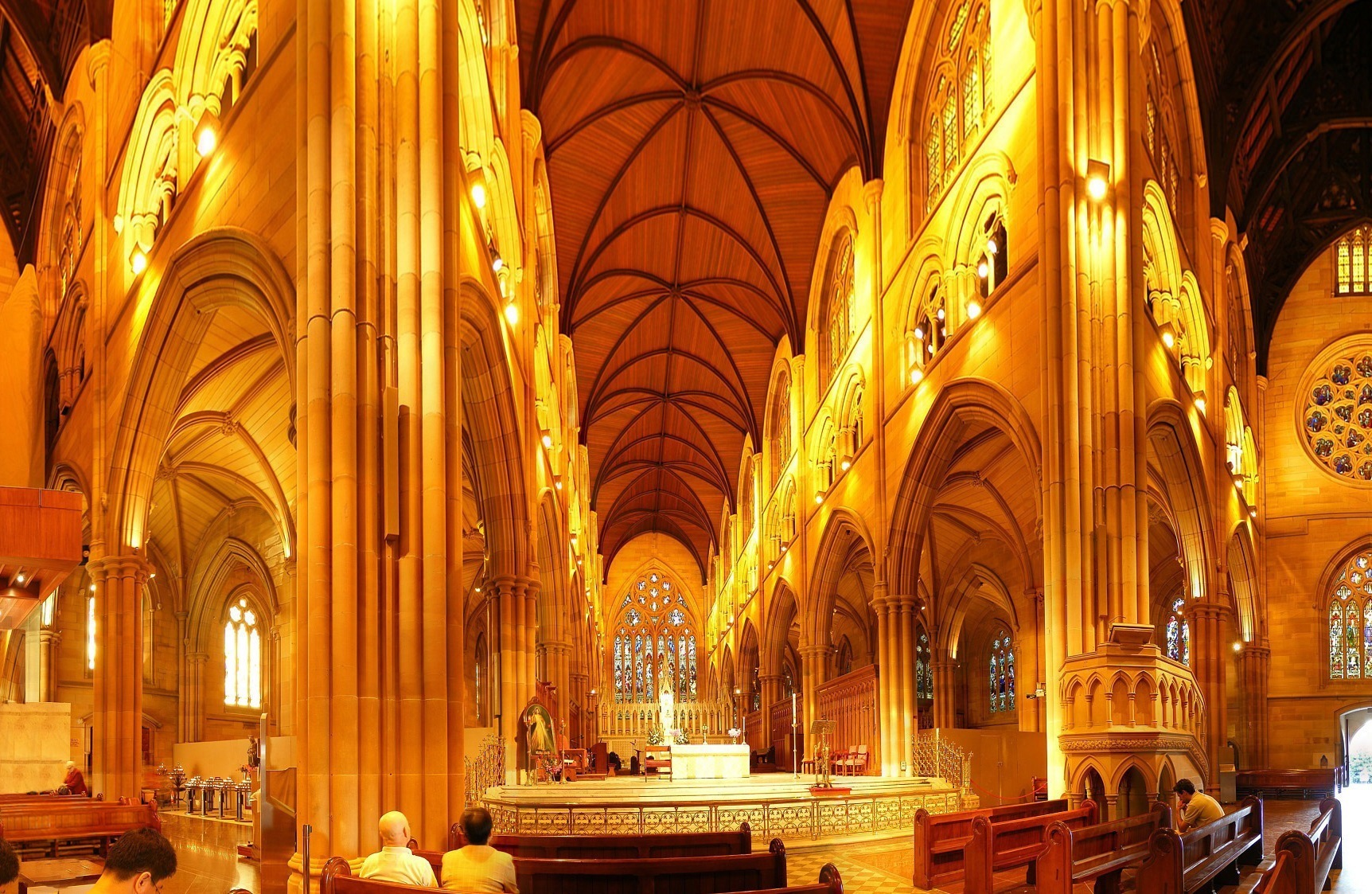
Vue panoramique de l'intérieur.

Le grès donne à l'intérieur de la cathédrale une couleur ocre et chaleureuse. Cette impression de chaleur est renforcée par le toit en cèdre rouge[réf. nécessaire] et un éclairage artificiel principalement jaune.
Des chapiteaux sculptés, ainsi que de nombreuses statues de saints viennent compléter la décoration.

### Vitraux

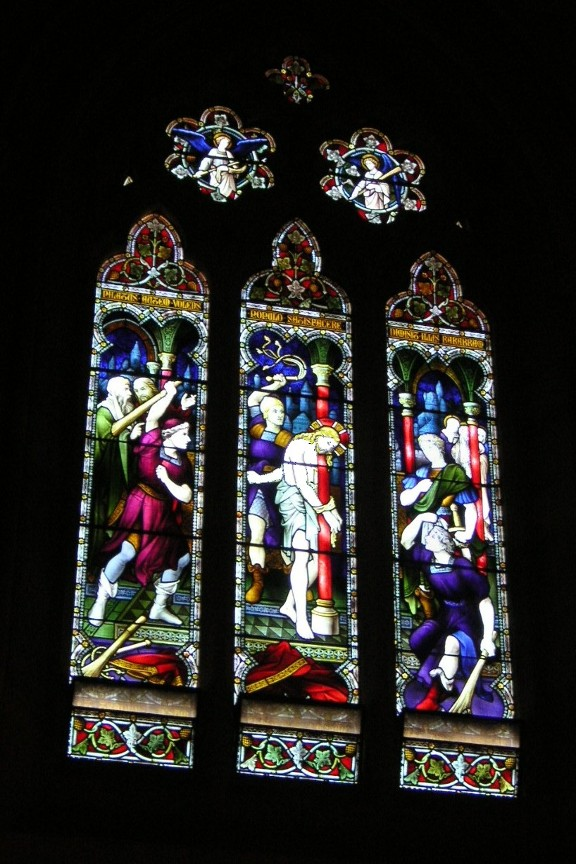
La flagellation du Christ sur un des vitraux.

Les vitraux s'éloignent un peu du style gothique pour un style plus riche du début du XXe siècle. Ils représentent (pour une quarantaine d'entre eux) de nombreuses scènes bibliques. Ils ont fait l'objet d'un travail qui s'étala sur près de cinquante ans.
Notons aussi la présence de trois grandes rosaces, qui rappellent celles des cathédrales gothiques européennes.

## Visite deBenoîtXVI
C'est de là que, le 19 juillet 2008, le pape Benoît XVI présenta les excuses officielles de l'Église catholique aux mineurs et familles de mineurs ayant été victimes d'abus sexuels de la part d'ecclésiastiques.